# Kamienica Józefa Orłowskiego w Warszawie
Kamienica Józefa Orłowskiego – trzypiętrowa kamienica w Warszawie u zbiegu ulic Marszałkowskiej, Rysiej i Szkolnej. Została zniszczona w czasie powstania warszawskiego (1944).

## Historia
Budynek powstał około 1860-70. Architektem i właścicielem był Józef Orłowski.
Został zniszczona w czasie powstania warszawskiego (1944). Nie została odbudowana.

## Architektura
Kamienica miała elewacje od ulic Marszałkowskiej, Rysiej i Szkolnej.
Najwęższe było boczne skrzydło budynku od strony ulicy Rysiej, dzięki czemu mieściły się w nim pomieszczenia dwutraktowe z korytarzem oświetlonym oknami od podwórka i pokojami frontowymi od ulicy.
Fasada od ul. Marszałkowskiej była eklektyczna, zaprojektowana przy użyciu motywów renesansu i empiru. Na osi znajdował się pseudoryzalit ozdobiony półkolistymi oknami i zwieńczony trójkątnym frontonikiem. Elewacja w uproszczonej formie powtórzona została od strony ul. Szkolnej.